# Катастрофа Boeing 727 на озере Мичиган
Катастрофа Boeing 727 на озере Мичиган — авиационная катастрофа пассажирского самолёта Boeing 727-22 авиакомпании United Air Lines (UAL), произошедшая поздним вечером в понедельник 16 августа 1965 года на озере Мичиган. Авиалайнер завершал пассажирский рейс из Нью-Йорка в Чикаго и выполнял заход на посадку, а экипаж доложил на землю о занятии и сохранении высоты 6000 футов (1,8 км). Но через минуту самолёт врезался в озеро и взорвался, при этом погибли 30 человек. Первое происшествие с Boeing 727.

## Самолёт
Boeing 727-22 с регистрационным номером N7036U (заводской — 18328, серийный — 146) согласно отчёту Национального совета по безопасности на транспорте был выпущен 3 июня того же 1965 года. По другим данным, на самом деле это дата поступления борта N7036U в United Air Lines, а свой первый полёт лайнер совершил на две недели раньше — 18 мая. Самолёт был оборудован тремя турбовентиляторными (двухконтурными) двигателями Pratt & Whitney JT8D-1. На момент происшествия левый и правый двигатели стояли те же, что были установлены заводом-изготовителем, и имели наработку по 610 часов; средний двигатель (№ 2) был установлен 5 июля 1965 года и имел общую наработку 344 часа. Ни один из двигателей не проходил капитального ремонта ввиду малой наработки. При «возрасте» 3 месяца, в том числе 2 с половиной месяца в авиакомпании, самолёт имел общую наработку 611 часов, в том числе 125 от последнего техобслуживания и 16 часов от последней проверки.
Из замечаний по самолёту за период его эксплуатации можно отметить ряд записей о нарушениях в работе автопилота, которые сводились к тому, что автопилот при управлении углом тангажа не корректировал угол отклонения стабилизатора. Но согласно тем же записям это не приводило к сложности в пилотировании авиалайнера. Всего были проверены семь каналов управления и пять из них признали удовлетворительными. Последняя проверка автопилота проводилась 15 августа в Лос-Анджелесе, то есть за день до катастрофы, при этом никаких дополнительных пометок в техническом журнале самолёта об этом не было. Также в журнале были три не устранённые записи: о неработающих выключателе освещения приборной панели, воздухосмесительного клапана пассажирского салона, а также фиксатора столика. У экипажа, который на данном самолёте прибыл в Нью-Йорк, по выполнению полёта не было никаких замечаний. В аэропорту Ла Гуардия техники по просьбе сдающего экипажа проверили самолёт на предмет наличия повреждений от попаданий молний, а также состояние шины № 1. По результатам проверки следов попаданий молнии найдено не было, а шина оказалась в порядке.
Перед выполнением рокового полёта в баки залили 2443 галлона авиакеросина, тем самым доведя общий объём топлива на борту до 4950 галлонов. Общий взлётный вес самолёта был оценён в 123 013 фунтов (55 798 кг) при центровке 26,2 % САХ, что находилось в пределах допустимого.

## Экипаж
- Командир воздушного судна — Мелвилл В. Таул (англ. Melville W. Towle). Родился 11 сентября 1922 года, в United Air Lines с 12 февраля 1946 года. Был квалифицирован на самолёты Douglas DC-3, DC-4, Vickers Viscount и Boeing 727, последние проверки по B-727 проходил в июле 1965 года. Общий налёт 17 142 часа в должности пилота, из них 59 часов в должности командира B-727, включая 22 часа 39 минут тренировочных полётов. На момент катастрофы находился при исполнении обязанностей в течение около 2 с половиной часов, считая от окончания последнего отдыха[5].
- Второй пилот — Роджер Маршалл Уайтзелл (англ. Roger Marshall Whitezell). Родился 6 сентября 1930 года, в United Air Lines с 2 марта 1956 года. Был квалифицирован на самолёты Douglas DC-6, DC-7, а также одно- и многомоторные малые самолёты, квалификацию второго пилота B-727 получил 1 ноября 1964 года. Общий налёт 8466 часов в должности пилота, из них 363 часа в должности второго пилота B-727. На момент катастрофы находился при исполнении обязанностей в течение около 2 с половиной часов, считая от окончания последнего отдыха[6].
- Третий пилот — Морис Л. Феммер (англ. Maurice L. Femmer). Родился 26 марта 1939 года, в United Air Lines с 26 марта 1956 года. Имел квалификацию бортинженера, а также пилота одномоторных самолётов, квалификацию на B-727 получил 3 декабря 1964 года. Общий налёт за период работы в авиакомпании составлял 649 часов, из них 303 часа в должности третьего пилота B-727. На момент катастрофы находился при исполнении обязанностей в течение около 2 с половиной часов, считая от окончания последнего отдыха[6][7].
- Стюардессы[7]
  - Филлис М. Риккерт (англ. Phyllis M. Rickert). Родилась 2 ноября 1942 года, стаж с 25 ноября 1964 года.
  - Сандра Х. Фьюрер (англ. Sandra H. Fuhrer). Родилась 1 ноября 1944 года, стаж с 25 ноября 1964 года.
  - Джениел Г. Бивер (англ. Jeneal G. Beaver). Родилась 10 декабря 1944 года, стаж с 31 марта 1965 года.

## Катастрофа
В данный день самолёт выполнил пассажирский рейс по маршруту Лос-Анджелес — Сакраменто — Рино — Денвер — Чикаго — Нью-Йорк и благополучно приземлился в аэропорту Ла Гуардия. Далее ему предстояло выполнить регулярный грузопассажирский рейс UA389 в Чикаго, который должен был проходить на эшелоне 350 (35 000 футов или 10,7 км) под радиолокационным контролем. Лётный экипаж заступил за час до ожидаемого времени вылета, стюардессы прибыли самолётом из Чикаго. По свидетельствам очевидцев, члены экипажа перед вылетом выглядели хорошо, ничего необычного в их поведении или внешности замечено не было. В 19:52 с 24 пассажирами и 6 членами экипажа на борту авиалайнер вылетел в Чикаго, а в 20:11:35 экипаж доложил о занятии эшелона 350. Расчётное время прибытия в аэропорт О’Хара (Чикаго) было оценено как 21:27. В 20:12 рейс 389 перешёл на связь с Чикагским центром управления воздушным движением и доложил о следовании на эшелоне 350, на что диспетчер в Чикаго разрешил ему следовать до О’Хары через радиомаяки Пуллман и Нортбрук с сохранением эшелона 350. Экипаж подтвердил получение информации и подтвердил свой радиолокационный контакт.
В 21:03 Чикагский диспетчерский центр дал рейсу 389 указание начинать снижение до эшелона 240 (24 000 футов или 7,3 км) через 310 (9,4 км). В ответ с самолёта доложили: …снижение до [эшелона] два четыре ноль, покидаю [высоту] три пять [тысяч футов]. В 21:06 диспетчер дал разрешение продолжать снижение до высоты 14 000 футов (4,3 км) и дал настройку высотомеров на уровень аэродрома О'Хара — 29,90 дюймов. Пилоты сразу подтвердили получение информации, а на запрос диспетчера сообщили, что только что прошли эшелон 280 (8,5 км). В 21:09 диспетчер в Чикагском центре дал указания по переходу на частоту диспетчера подхода, а следом с самолёта сообщили о снижении с эшелона 260 (7,9 км) до 140. Собственно, из всех сообщений с самолёта это было последнее, где была названа высота. В 21:11 экипаж получил разрешение продолжать снижение до 6000 футов (1,8 км).
В 21:18:35 рейс 389 был передан диспетчеру подхода в Чикаго. Самолёт в это время находился у пересечения «Старджон», а в 21:18:38 его засветка наблюдалась в паре миль к востоку от данного пересечения. В 21:19:36 авиалайнер находился уже в двух—трёх милях к западу от пересечения «Старджон», когда экипаж связался с диспетчером подхода и подтвердил радиолокационный контакт, после чего получил разрешение, сохраняя высоту 6000 футов, пройти Нортбрук с курсом 240°. Также диспетчер подхода сообщил, что заход на посадку по приборам будет выполняться на взлётно-посадочную полосу «14 правая» (14R) аэропорта О'Хара и дал обновлённую настройку высотомеров на уровень аэродрома — 29,92. Как позже было установлено по голосу, связь с диспетчером осуществлял командир самолёта, который неправильно назвал новую настройку высотомера, поэтому диспетчеру пришлось его поправить, после чего командир назвал уже правильные значения. Данный радиообмен закончился в 21:20:03 и стал последним с бортом N7036U.
В это время над озером Мичиган проходил квазистационарный фронт. Небо было покрыто переменной облачностью с нижней границей 10 000 футов (3 км), видимость по разным оценкам составляла от 7 до 10 миль, скорость ветра от 4 до 6 узлов, температура воздуха 23° C при точке росы 21° C, на высоте около 14 000 футов (4,3 км) наблюдалось обледенение. Хотя на метеолокаторах наблюдались грозы, но в районе происшествия грозовой активности не было. Также нет никаких доказательств, что рейс 389 при заходе на посадку выполнял пролёт сквозь грозу. Согласно показаниям экипажа самолёта Boeing 707, который следовал в 30 милях позади рейса 389, выход из облачности произошёл на высоте 8000—10 000 футов (2,4—3,0 км) и в 15—20 (25—30 км) милях от берега, при этом попав в зону осадков и лёгкой турбулентности. Со слов командира 707-го, видимость была «неясная и нечёткая». Второй пилот указывал, что вода просматривалась, хоть над ней стелился туман, а береговые огни также были видны.
Согласно данным с военных радиолокаторов, которые были более современными, по сравнению с гражданскими, в этом районе находились только два воздушных объекта, которые двигались с востока на запад. Первый, обозначенный как A039, находился на высоте 16 500 футов (5 км); второй, обозначенный как K047 и находившийся чуть южнее — на высоте около 2000 футов (600 метров). Рейс 389 в это время как раз получил от диспетчера сохранять высоту 6000 футов (1,8 км). Затем очевидцы на лодках и на западном берегу озера Мичиган увидели, как у поверхности воды появился огненный шар. Время появления шара эти свидетели определили как 21:20. Другие свидетели, которые могли обрисовать только общую картину, указывали время взрыва в интервале от 21:00 до 21:30. Это был борт N7036U, который упал в озеро в 29,6 милях (47,4 км) восточнее-северо-восточнее аэропорта О'Хара в точке 42°15′02″ с. ш. 87°27′56″ з. д., где глубина достигала 576,8 футов (175,8 метров). При ударе о воду самолёт взорвался, а все 30 человек на его борту погибли. Это первая катастрофа в истории самолёта Boeing 727.

## Причины

### Расследование
Поисковые работы на месте катастрофы велись с 17 июня по 25 сентября 1965 года, а работы по восстановлению конструкции самолёта были завершены 21 декабря того же года. Всего было поднято обломков общей массой около 82 % от конструкции самолёта. Кроме того удалось обнаружить всех погибших. Бортовые самописцы были найдены, но они оказались сильно повреждены при ударе, а данные магнитных лент было невозможно восстановить.
Конструкции двигателей были восстановлены и после их изучения был сделан вывод, что все три двигателя разрушились в результате столкновения. Признаков нарушений в работе топливной системы также не было найдено. Изучение элементов пассажирского салона и кабины не обнаружило частиц сажи, что свидетельствовало об отсутствии пожара на борту. Также об отсутствии пожара на борту свидетельствовали и положения выключателей системы вентиляции, согласно которым давление воздуха в салоне поддерживалось автоматикой. Панель автопилота была восстановлена и по ней установлено, что автопилот был включен, регулятор поворота стоял чуть влево от центра, переключатели руля высоты и элеронов были в среднем положении между «Включено» и «Отключено», переключатель высоты был выключен. Сервомеханизмы руля высоты и стабилизатора оказались исправны, в момент удара стабилизатор был установлен на угол +0,6°, руль высоты — на +3,4°. Проверка электрических систем не выявила признаков пробоя, перегрева или пожара; электрические генераторы оказались исправны. Системы управления элеронами, рулями высоты и направления также до удара работали нормально.
Оба авиагоризонта были найдены и восстановлены. Но один из них показывал правый крен 74°, а другой — левый крен 53°. Помимо этого, второй авиагоризонт показывал угол тангажа +5°, то есть самолёт упал в воду с приподнятым носом. Указатель курса был восстановлен и на стенде показывал курс 251° при фактическом 260°. Оба навигационных приёмника удалось восстановить, при этом один из них был установлен на частоту 390 кГц, а другой — на 780 кГц. Проверка высотомеров не выявила их неисправности; в прошлом замечаний по ним не было. Давление на высотомере со стороны второго пилота было выставлено между 29,91 и 29,92. В рамках проверки версии о неисправности высотомеров был проведён опрос пилотов B-727, которым задали один вопрос: Вы когда-нибудь наблюдали отставание или залипание показаний высотомера в районе малых высот во влажном воздухе, особенно после снижения с большой высоты и на высокой полётной скорости через осадки с признаками обледенения? Пилоты заявляли, что были случаи, когда показания высотомеров изменялись скачкообразно, либо залипали, но это наблюдалось только на высотах более 20 000 футов (6,1 км), тогда как ниже высотомеры начинали работать нормально. Изучение программы обучения пилотов в United не выявило никаких пробелов, которые могли бы в будущем привести к сложностям в пилотировании самолёта. Пилоты авиакомпании характеризовали данную программу положительно. К тому же в руководствах было указано, что следует избегать быстрого снижения на малых высотах.

### Анализ
На основании имеющихся данных комиссия пришла к мнению, что погода не стала причиной катастрофы. Хотя в облаках и наблюдалось обледенение, но оно не привело к потере управления или отказу приборов. Наблюдаемая гроза находилась в стороне от района происшествия. Само столкновение с водой произошло при хороших погодных условиях, а авиалайнер при этом упал с правым креном и приподнятым носом при фактическом курсе около 256°. Первой в воду на высокой скорости врезалась правая плоскость крыла, при этом самолёт резко развернуло вправо, а плоскость разрушилась. Вода попала в средний двигатель и привела к его отказу, а правый двигатель и вовсе оторвало. Также разрушилась правая нижняя часть фюзеляжа. Самолёт заскользил по поверхности воды, при этом вращаясь вправо, после чего отделился уже и левый двигатель. Сам самолёт до столкновения с водой был в чисто полётной конфигурации, то есть с убранными шасси, закрылками и предкрылками. Никаких сообщений на землю о неисправностях или проблемах на борту не поступало. Проверка систем не выявила никаких признаков пожара на борту, отказа двигателя или нарушения в работе привода элеронами и рулями высоты. Противообледенительная система в момент удара о воду была выключена. Вообще сама катастрофа произошла из-за того, что самолёт начал выполнять обычный спуск с высоты 6000 футов.

Трёхзначный высотомер, аналогичный применявшимся на самолётах Boeing 727

Проверка высотомеров показала, что они были настроены на правильное давление. Даже если бы на высотомере командира было выставлено не 29,92, а 29,90, то это привело к завышению показаний только на 30 футов (9 метров). Изучение медицинских историй пилотов также не выявило, что у кого-то из них могла возникнуть потеря дееспособности, эмоционально и психически они были достаточно устойчивы. Да и весь полёт от Нью-Йорка до точки начала снижения был самым обычным, если судить по докладам на землю. Данные с военных радаров свидетельствовали, что в районе находились ещё два самолёта, но они были относительно рейса 639 со значительным интервалом по высоте, а потому угрозы столкновения не было. Согласно показаниям экипажа другого самолёта (B-707), на высоте 6000 футов экипаж рейса 389 должен был находиться ниже облаков и даже видеть береговые огни. Если предположить, что экипаж действительно выравнивался на высоте 6000 футов, а после последнего радиообмена продолжил снижение, то с учётом, что он врезался в воду примерно в 21:20:38, получается, что снижение в течение 35 секунд (21:20:03—21:20:38) происходило с вертикальной скоростью 9430 футов в минуту (2874 м/мин или 48 м/с).
В ходе расследования была выдвинута версия, что катастрофа произошла из-за ошибки пилотов. Так как в авиакомпаниях довольно распространена практика, когда пилотирование осуществляет второй пилот, а командир ведёт переговоры с землёй, то есть вероятность, что второй пилот ошибочно прочёл показания высотомера не как 6000, а как 16000, поэтому и продолжил снижение. Командир в это время пытался перейти на визуальный полёт и отвлёкся от приборов, а потому не заметил ошибки в действиях «правака». Когда экипаж установил связь с диспетчером подхода, то он на самом деле находился на высоте не 6000 футов, а в три-четыре раза ниже — на 1500—2000 футах и это он был тем самым объектом K047, который видели военные на своих радарах.

### Заключение
19 декабря 1967 года Национальный совет по безопасности на транспорте выпустил итоговый отчёт, согласно которому катастрофа, вероятно, произошла из-за того, что экипаж не стабилизировал самолёт на указной высоте 6000 футов, а продолжил снижение. Причину таких действий экипажа комиссия ввиду отсутствия объективных данных установить не смогла.

### Комментарии
1. ↑  Здесь и далее указано Центральноамериканское летнее время (CDT).
2. ↑  англ. Sturgeon — представляет собой точку пересечения векторов 011° от маяка Чикаго-Хайтси и 076° от радиомаяка Нортбрук, 28 миль к востоку от Нортбрука